# Hillier Nurseries
Hillier Nurseries, Garden Centres and Landscapes group es un negocio familiar de horticultura británico fundado como "Hillier Nurseries" en 1864.
Es una de las más importantes sociedades de horticultura en el mundo, con 150 años de experiencia que tiene su centro de investigación, viveros y jardines de ensayo en el campo de Winchester en Hampshire. 
Actualmente (2014) tiene « Hillier Garden Centre » (Centros de jardinería Hillier) distribuidos en el Reino Unido en Banbury, Bath, Botley, Braishfield, Chichester, Eastbourne, Hemel Hempstead, Horsham, Liss, Newbury, Romsey, Sunningdale.

## Historia
Edwin Hillier, el fundador fue un verdadero empresario victoriano, visionario y trabajador. Edwin nació en una familia pobre de jornaleros agrícolas. Sin embargo, cuando su padre tomó una posición como sirviente en la casa del rector de Kimpton, a su familia le fue posible vivir en relativa comodidad en la casa rural ubicada en la finca.
En su juventud Edwin encontró trabajo con varios viveros líderes y amplios jardines. Luego, en 1864 estando en sus veintitantos años, compró un vivero de dos hectáreas con una floristería en Winchester. Las cosas fueron bien y en 1865 adquirió otras tres hectáreas de terreno, así mismo en este año vio el nacimiento de su hijo mayor, Edwin Lawrence. En 1866 Edwin alquiló una casa en el 14 Jewry Street, en Winchester y este él ha servido como tienda, oficina y el hogar familiar. Luego, en 1883, el negocio se movió de nuevo, esta vez a 95 High Street y una nueva y más grande tienda con el almacenamiento posterior y el espacio de oficinas, así como alojamiento para el personal.
Aunque la floristería se mantuvo como el negocio principal de la tienda, pronto lo diversificó al cultivo de plantas resistentes que se convirtió en el principal negocio del vivero de Romsey Road, con las plantas del invernadero, uvas, duraznos y otros frutos tiernos entregados a domicilio a las casas que no cultivan los suyos propios. Al mismo tiempo comenzó a afianzar una reputación por organizar exhibiciones florales, servicios de jardinería y paisajismo que fueron rápidamente contratados por los residentes locales ricos.

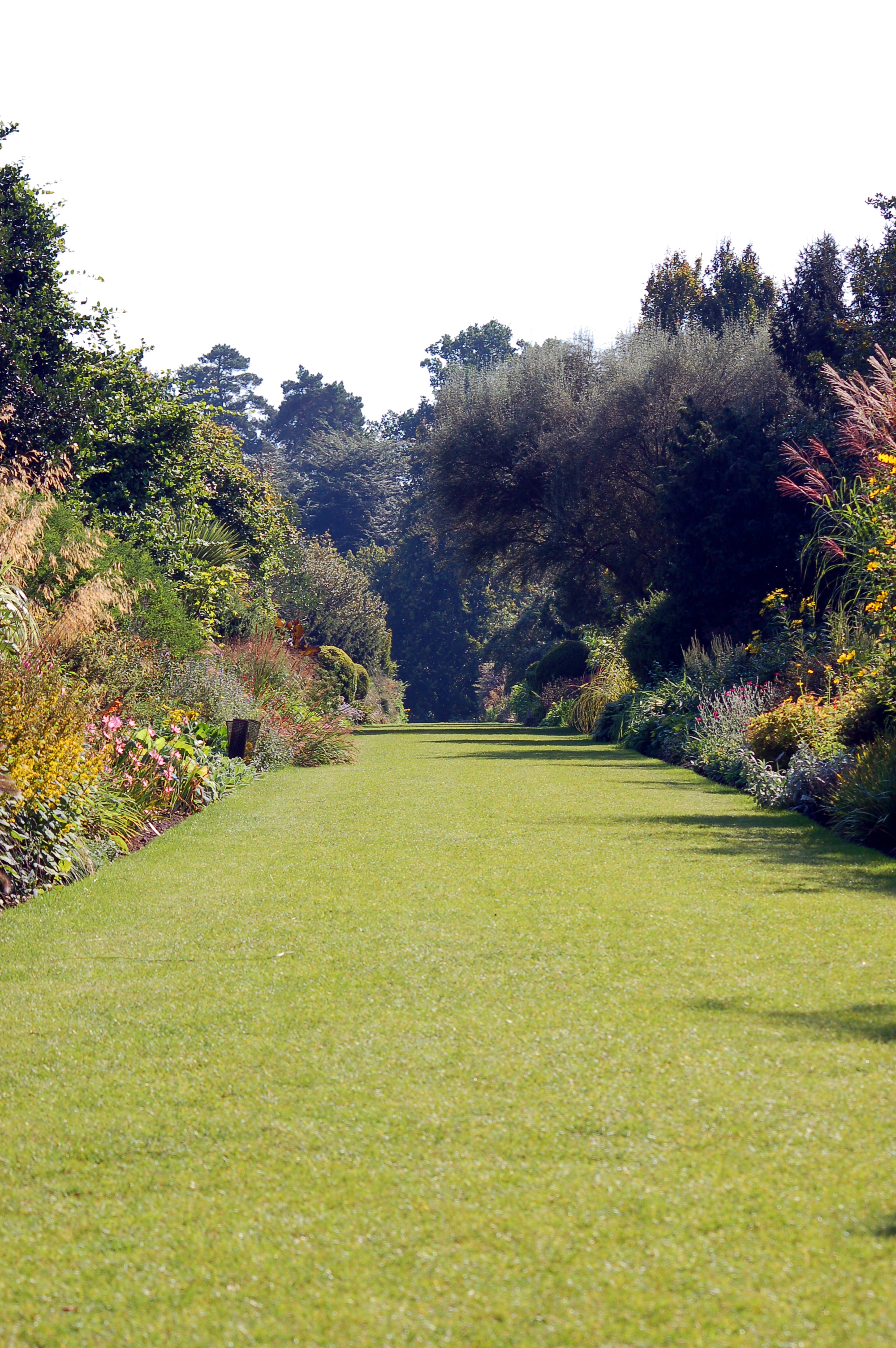
En 1964 Sir Harold Hillier construyó el "Hillier Gardens Centenary Border" en los Hillier Gardens para celebrar el centenario del negocio familiar de viveros.

En 1883 adquiere "Shroner Wood", un terreno de 130 acres situado a seis millas al norte de Winchester. Al que añadió otros 15 acres de tierra adyacentes a la cárcel del Condado de Winchester. Fue este sitio, conocido como No.1 Nursery, en el que casi un siglo más tarde se convirtió en el lugar del primer « Hillier Garden Centre ».
Edwin con una fina visión para los negocios de las plantas por su cada vez mayor conocimiento de las plantas pronto se interesó en el fitomejoramiento. Edwin introdujo el primer Obtentor cultivar con el sello Hillier en 1875 a partir de Primula sinensis flora Pleno 'Annie Hillier' que pasó a recibir el galardón « First Class Certificate » de la Royal Horticultural Society en 1880. A partir de este inicio la compañía ha ido a la vanguardia de la innovación de nuevos vegetales. En sus cultivos incluye más de 150 nuevas plantas de favoritos como Ceanothus 'Blue Mound', Cotinus 'Grace', Rosas 'Arthur Hillier', Choisyas 'Aztec Pearl' y 'Aztec Gold' y Sophora 'Sun King'. 
Edwin Hillier fue dejando gradualmente la gestión del negocio en manos de sus dos hijos, Edwin Lawrence y Richard Arthur, que nació en 1877. Edwin murió en 1926, cinco años antes, en 1921, su nieto Harold, el hijo mayor de Edwin Lawrence, se había unido al personal. Harold se convirtió en socio en 1932 y se pasó al vivero con su padre y su tío desde ese momento. Su intención era la de fortalecer a la empresa en todas las direcciones.
Entre las dos guerras mundiales los viveros Hillier continuaron la expansión del negocio. Así para el cultivo de especies de Rhododendron de los Himalayas nuevos de hoja ancha introducidos de Lionel de Rothschild se adquirió una parcela de tierra cercana que tenía suelo ácido en Chandlers Ford en 1926. 

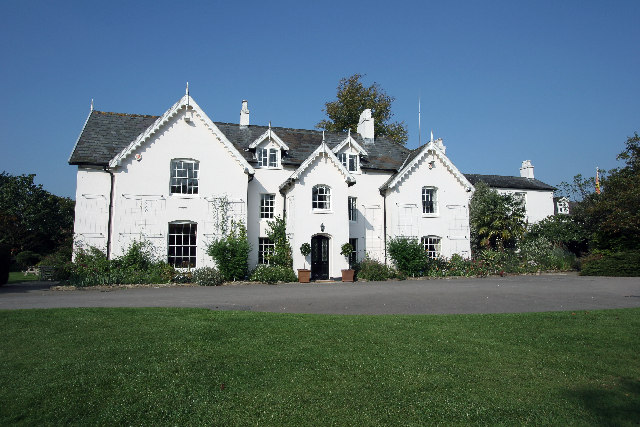
La mansión "Jermyns House".

El perfil de la empresa como proveedor de árboles de alta calidad, arbustos y plantas resistentes, estaba consolidado. El duque y la duquesa de York lo visitaron en 1936 con previo aviso de tan sólo una hora. La primera autorización real de nombramiento RWA fue  concedida a « "Hillier and Sons as Nurserymen" » (Hillier e Hijos Viveristas) tienen a Su Alteza Real el Príncipe de Gales en 1935 para ser reemplazado, en su abdicación por Su Majestad la Reina Elizabeth.

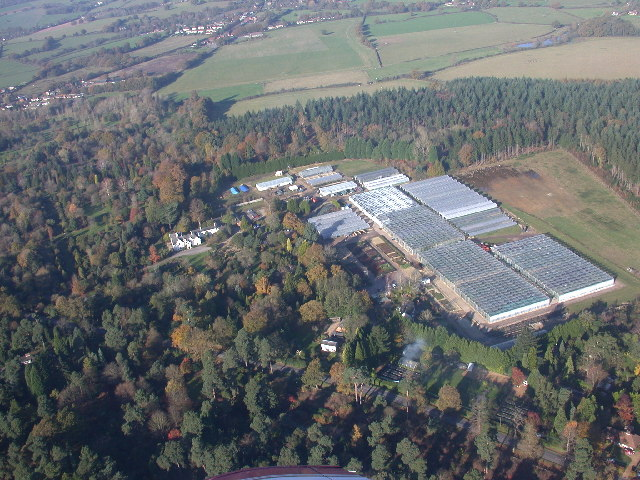
La mansión "Jermyns House", junto al Sir Harold Hillier Arboretum y los viveros.

Harold Hillier, al igual que su abuelo, tenía la habilidad de un astuto hombre de negocios con las plantas. Así impulsó la jardinería desde la década de 1950 en los nuevos desarrollos de viviendas y el negocio de pedidos por correo en esos días de franqueo y embalaje barato.
Al mismo tiempo, como un conocedor de las plantas, creó un jardín botánico y un arboreto dedicados a la zona de las plantas "leñosas" de climas templados The Sir Harold Hillier Garden and Arboretum también conocido como "Harold Arboretum", que crecería hasta el vencimiento efectivo de su larga vida útil. Así, en 1953 con su esposa Barbara, trasladó a la familia desde Winchester a "Jermyns House" en el pueblo de Braishfield, dos millas al norte al este de Romsey.
Entre las iniciativas surgidas a mediados de la década de 1960 fue la creación de una red de Centros de jardinería a todo lo largo del país dedicados al pequeño jardinero.
Harold Hillier fue nombrado caballero en 1983 cinco años después de que su notable arboretum fuera donado al Consejo del Condado de Hampshire. También fue galardonado como C.B.E. (Companion of the British Empire)-(Compañero del Imperio Británico) y algunos de los títulos más altos del mundo de las plantas - Victoria Medal of Honour, la Veitch Memorial Medal, miembro honorario y vicepresidente de la Royal Horticultural Society, y miembro de la Linnean Society.
Con motivo de su fallecimiento en 1985, Lord Aberconway, Presidente de la Royal Horticultural Society se refirió al Harold Arboretum con las palabras que se encuentran en la tumba de Christopher Wren en la catedral de San Pablo de Londres  - 'If you seek his memorial, look around you' ('Si usted busca su monumento, mira a tu alrededor').
En el siglo XXI, con el cumpleaños número 150 de « "Hillier Nurseries and Garden Centres" » lo que empezó como un negocio familiar se ha adaptado continuamente a un mercado en constante cambio y continua abasteciendo de plantas, accesorios de jardinería y servicios de la más alta calidad.

## VariedadeseHíbridosdeRosa macrophylla
- Rosa macrophylla 'Glaucescens' (Hillier)
- Rosa macrophylla 'Rubricaulis' (Hillier)
- Híbridos
  - 'Arthur Hillier'  (Hillier 1939 : Rosa macrophylla × Rosa moyesii), muy vigorosa, con flores y frutos muy rojos.